# Fes
Fes, česky také Fez (arabsky فـاس‎ [Fās], francouzsky Fès) je město v severní části Maroka. Žije zde přibližně 1,11 milionu obyvatel, což z Fesu činí druhé největší město v zemi hned po Casablance. Je nejstarším a nejvýznamnějším ze čtyř královských měst Maroka (vedle Fesu jsou to ještě Marrákeš, Meknes a Rabat). Fes je hlavním městem regionu Fès-Meknès. V blízkosti města se nachází mezinárodní letiště, městem prochází železniční trať ONCF.

## Historie
Město bylo založeno roku 789 Idrísem I. Marockým V této době byl Fes pouhou vesnicí. Zásadní výstavby se Fes dočkal až na počátku 9. století za jeho syna Idrisse II., který si Fes vybral za své sídlo a v roce 810 zde nechal vybudovat mešitu, která je dodnes jednou z největších a nejstarších na africkém kontinentu. Idriss II. také povolil vstup do města utečencům z tehdy dvou nejvýznamnějších měst západního islámu – Córdoby v Andalusii a Kairouanu v Tunisku. S nimi se do Fesu dostalo mnoho prvotřídního řemeslného umění a obchodnická zkušenost, která zajistila následující ekonomický růst města. Založením Univerzity Al-Karaouine v roce 859 získalo město také intelektuálního věhlasu (v 10. století zde vystudoval např. papež Silvestr II., který z tohoto zdroje údajně čerpal i později, když v Evropě zavedl arabskou matematiku).
Ačkoliv se sídlo vlády za dob berberských dynastií Almorávidů (1068–1145) a Almohadů (1145–1250) přesunulo jižně do města Marrákéš, byl Fes krátce dokonce největším městem na světě.

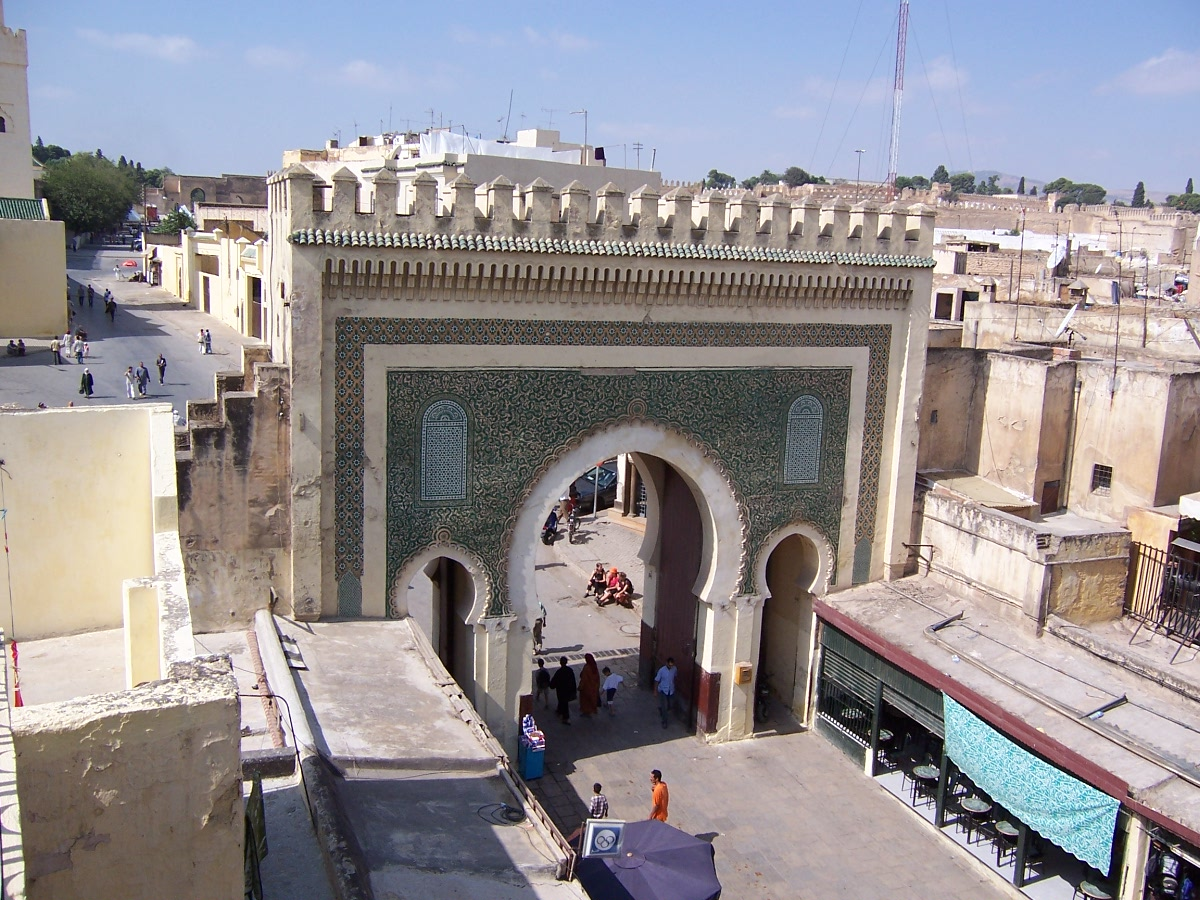
Brána města Fès (Bab Boujeloud)

Roku 1248 bylo město dobyto Marínovci, jež zároveň sjednotili moc po celém Maroku, a město získalo zpět své významné postavení a nastalo období označované jako zlatá éra Fesu. Vedle staré medíny postavili Marínovci mohutné královské město Fes El Djedid (v překladu „Nový Fes“). Kromě jiného Marínovci rozšířili a vyzdobili Kairuánskou mešitu, postavili řadu skvostných meders (univerzitních kolejí) a za jejich vlády se rozšířila síť městských fondouků (zejména hostinců), což zajišťovalo rostoucí obchodní aktivity. Rozvoj města byl opět částečně spjat s přílivem uprchlíků (zejména z Andalusie, kterou opět dobyli Španělé). V této době býval Fes označován jako „Bagdád Západu“.
Po pádu dynastie Marínovců v polovině 16. století došlo k odtržení Maroka od hlavních proudů západní kultury a tím i k úpadku Maroka a s ním i samotného Fesu. Za vlády dynastie Saadů (1554 až 1659) došlo opět k přemístění sídla panovníků do Marrákéše a do Fesu se panovníci vrátili až za vlády Alaouitů (od roku 1666). I přesto však město ztrácelo na mezinárodním významu. K velkému úpadku došlo za vlády Moulaye Ismaila Ibn Sharifa (1645–1727), jenž se netajil nenávistí vůči obyvatelům Fesu, kterým nařídil platit daně ohromného rozsahu. Jeho následovníci se pak zaměřili jen na částečnou obnovu čtvrtí a zvětšování královského paláce.
V březnu 1912 zde byla podepsána Dohoda z Fezu, čímž se Maroko stalo francouzským protektorátem.
Za koloniální nadvlády Francouzů zaznamenal Fes minimální růst – ten se soustředil zejména do nové čtvrti Ville Nouvelle. Fes se tak stal provinčním městem. I tak však zůstal symbolem marocké pýchy a sehrál zásadní roli v boji za nezávislost. Roku 1943 se zde sešla nacionalistická frakce, která vytvořila jednotnou stranu za nezávislost Istiqlal (tuto událost dodnes připomíná pamětní deska umístěná na hotelu Batha na Place de l’Istiqlal).
První sultán Muhammad V. od vyhlášení nezávislosti v roce 1956 však nechal hlavním městem Rabat, čímž došlo k úpadku politických a finančních feských elit. Město zároveň opustila židovská komunita, která přešla do Francie nebo Izraele. Jejich místo v Medíně nahradili především maročtí venkované, kteří zde žijí ve špatných podmínkách. V roce 1973 byla založena druhá univerzita. Mezi roky 2007 a 2012 město hostilo ženský tenisový turnaj Grand Prix de SAR La Princesse Lalla Meryem z kategorie WTA International Tournaments.

## Ekonomika, turismus a kultura
Ekonomika města je silně závislá na turistickém ruchu, čemuž napomáhá i zápis Medíny města (Fes El Bali) na seznamu kulturního dědictví UNESCO. Z hospodářství jsou nejvýznamnějšími aspekty textilní a cementárenský průmysl a samozřejmě umělecká řemesla (výrobky z kůže, kovu, hedvábí, mozaiky, koberce).

### Festival světové sakrální hudby
Od roku 1995 se ve Fesu pořádá každoročně v červnu Festival světové sakrální hudby, který je dnes nejzajímavějším hudebním svátkem v zemi. V posledních letech se festivalu účastnili sufičtí zpěváci z Ázerbájdžánu, dervišové z Kurdistánu, gamelana z Jávy, byzantský sbor z Řecka i židovský kantor. Koncerty se konají na náměstí Moulaye Hassana, u muzea Batha a někdy i jinde (např. v rozvalinách Volubilisu).

## Administrativní dělení
Město Fes sestává z 6 okresů (Agdal, Saiss, Fes-Medina, Jnan El Ouard, El Mariniyine, Zouagha) a 1 obce (Mechouar Fes Jdid). V roce 1985 zde žilo 590 000 obyvatel, v roce 2004 již 947 000 lidí.

## Pamětihodnosti a turistické zajímavosti
- Brána Bab Boujeloud – vstupní brána do čtvrti Fes El Bali
- Dar El Makhzen – rozlehlý královský palác ve čtvrti Fes El Djedid
- Kairuánská mešita (Djemaa El Kairaouine) – do výstavby mešity Hasana II. v Casablance byla největší mešitou v Maroku. Založena roku 857, do současné podoby s prostory pro dvacet tisíc věřících přestavěna v 10. a 12. století
- Koželužny
- Medersa Bou Inania – poslední a největší z medres vystavěných dynastií Merenidů. Byla dostavěna sultánem Abou Inanem (1351–1358)
- Medersa El Attarin – po Mederse Bou Inania nejpůsobivější středověkou kolejí ve městě. Byla dostavěna roku 1325 merenidským sultánem Abou Saidem
- Merenidské hrobky
- Palác Dar Batha a přilehlé nádvoří a zahrady. Součástí jsou umělecké a řemeslné sbírky zaměřující se na místní tradici (dřevořezba, koberce, mozaiky, atd.)
- Zaouia Moulaye Idrisse II. – svatyně

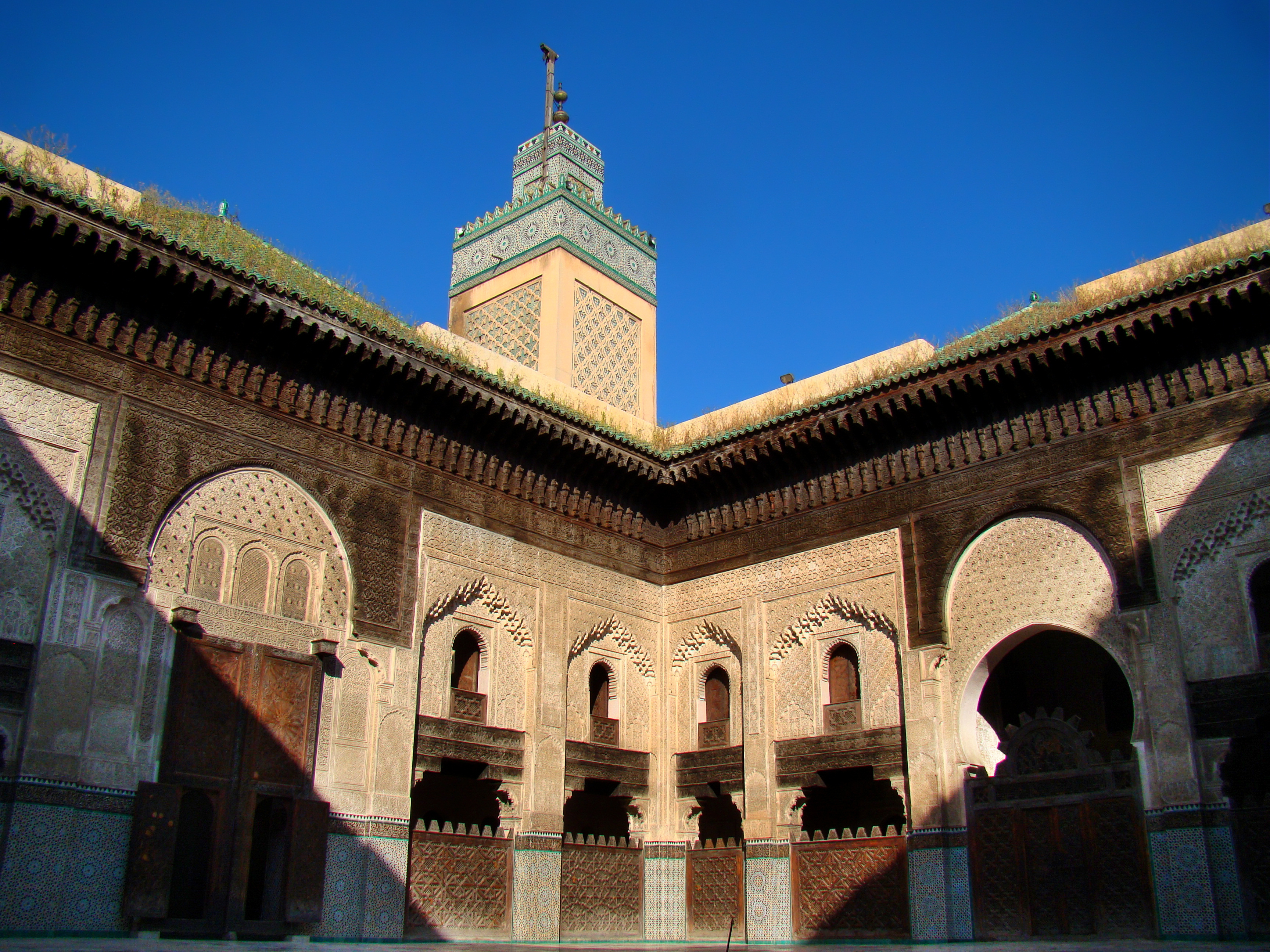
Medersa Bou Inania
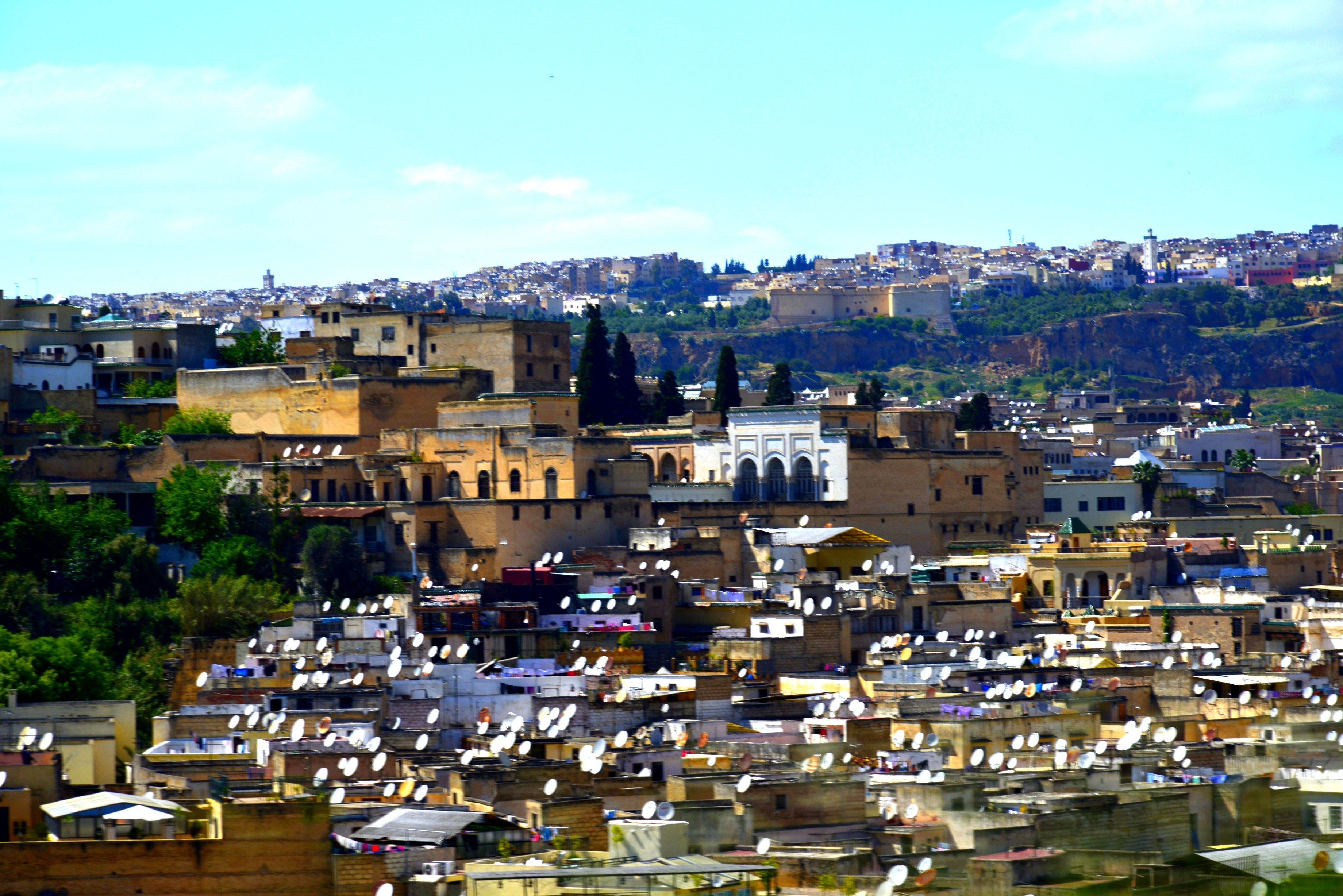
Medina
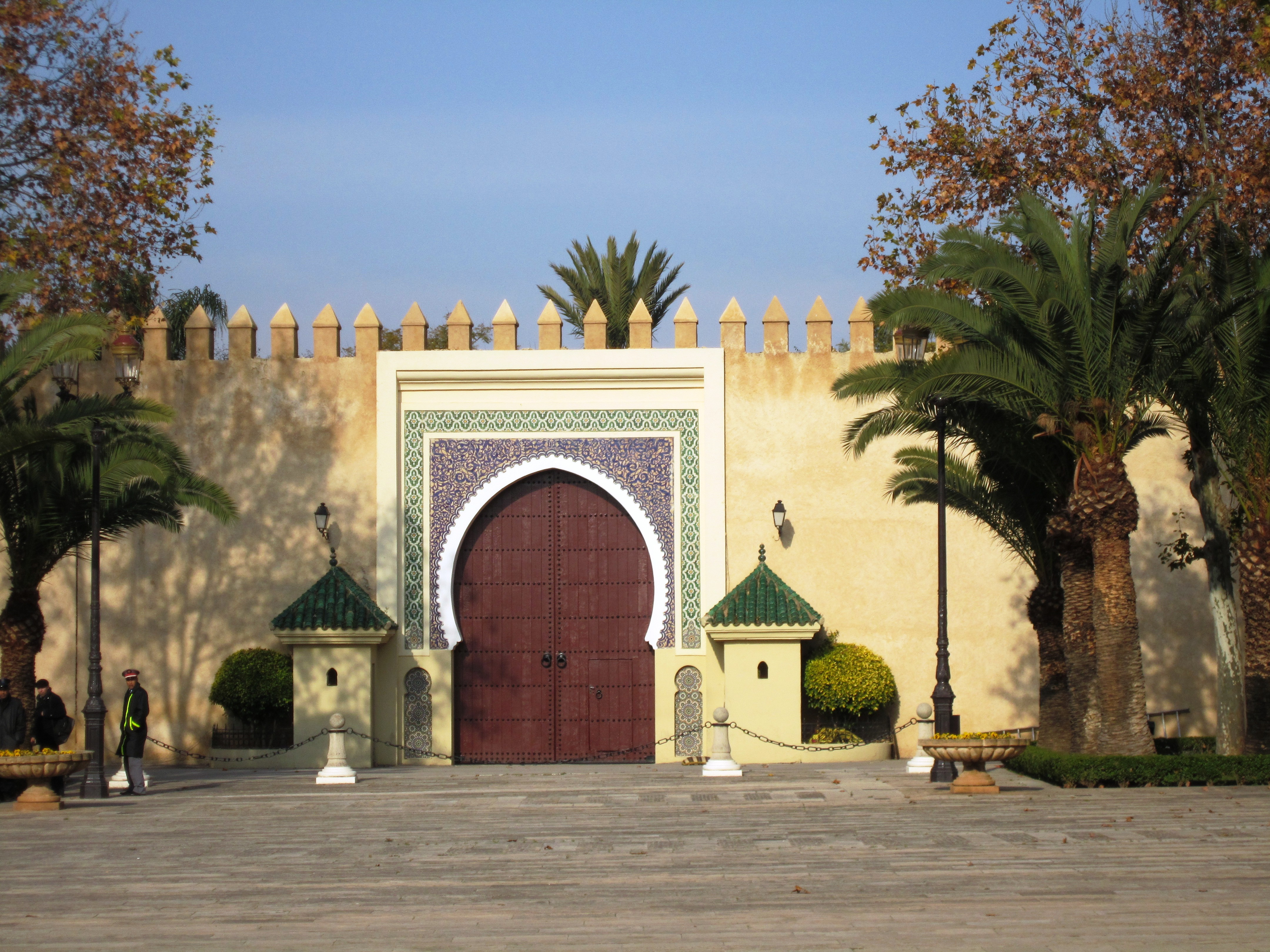
Brána královského paláce
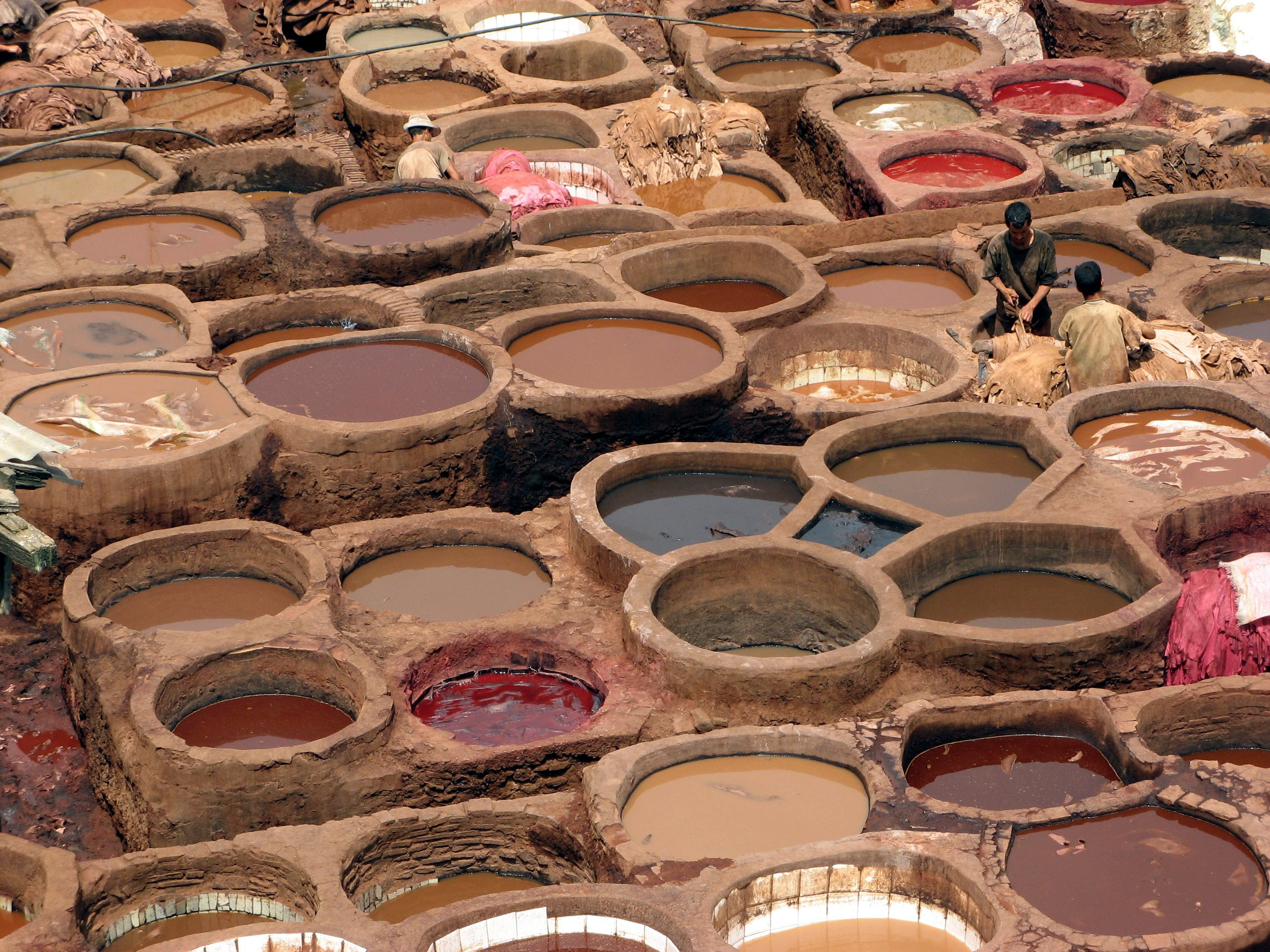
Nádrže v koželužně
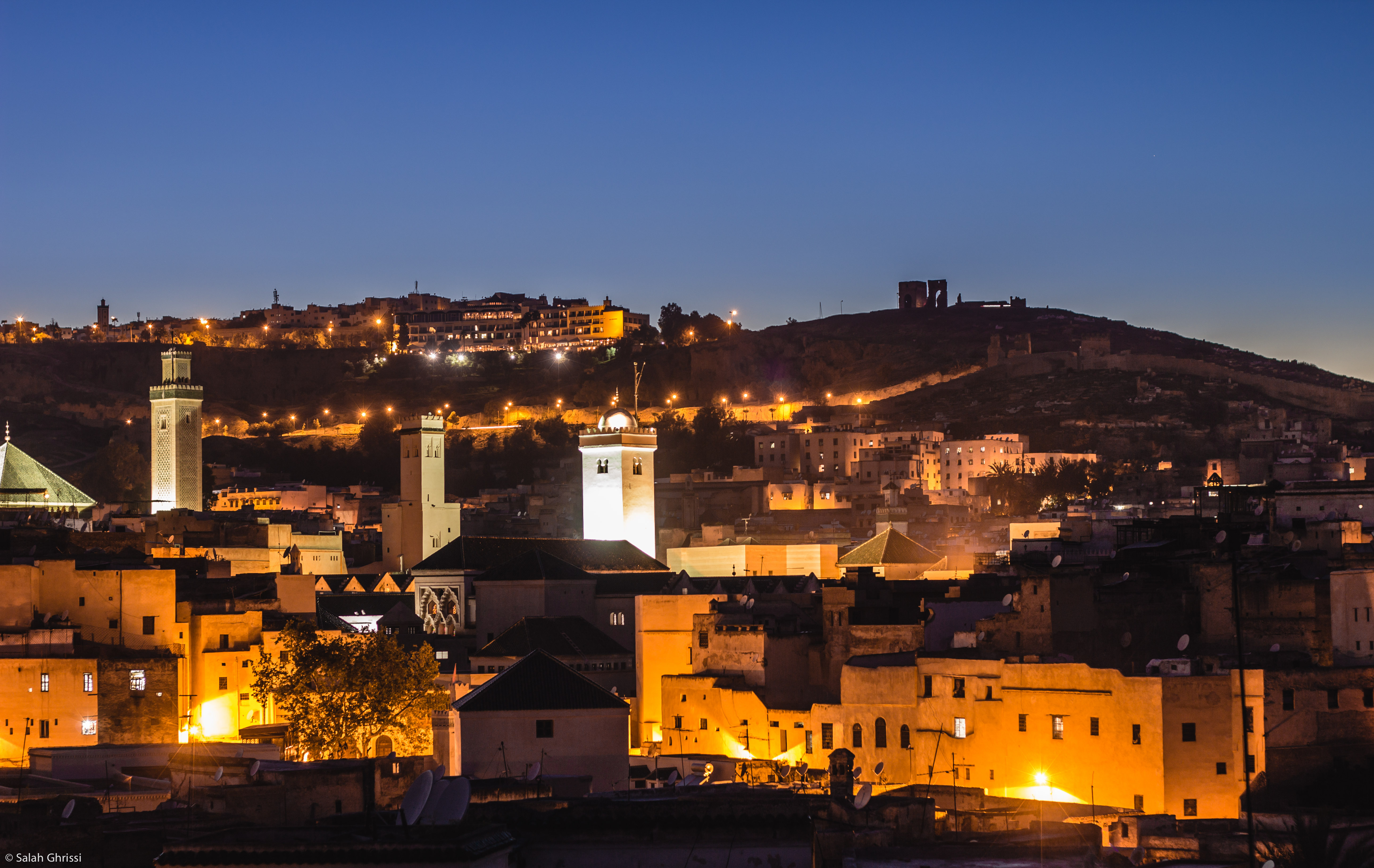
Medina
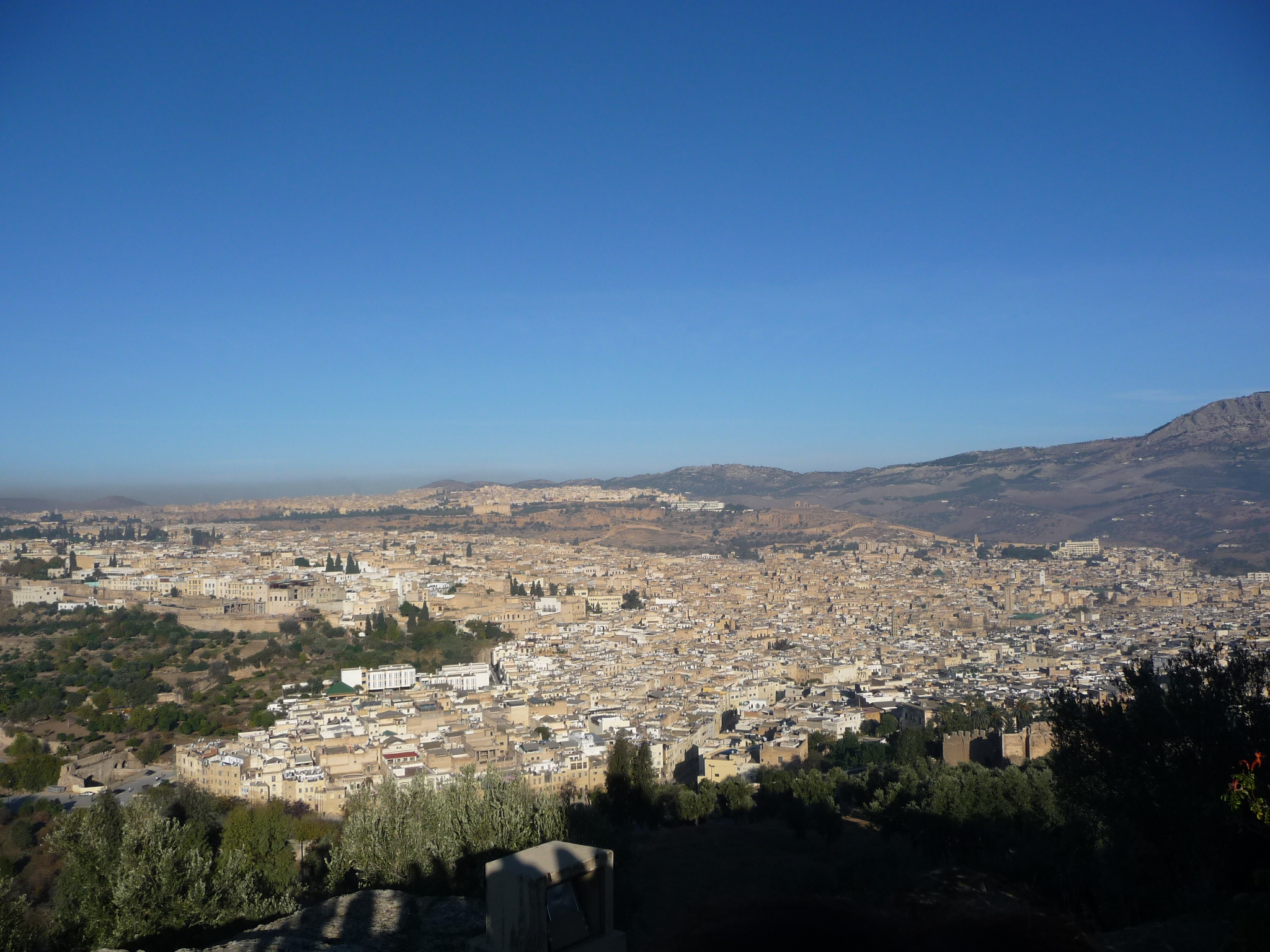
Celkový pohled na město

## Osobnosti
- Dunaš ben Labrat (920–990), středověký židovský komentátor, básník a gramatik
- David Magen (*1945), izraelský politik
- Lalla Salma (*1979), princezna-manželka krále Mohammeda VI. Marockého

## Partnerská města
- Bobo-Dioulasso, Burkina Faso
- Coimbra, Portugalsko
- Córdoba, Španělsko
- Florencie, Itálie
- Láhaur, Pákistán
- Montpellier, Francie
- Smyrna, Turecko
- Štrasburk, Francie
- Východní Jeruzalém, Palestina